# Gönitz, Šentandraž v Labotski dolini
Gönitz je naselje v Občini Šentandraž v Labotski dolini v Okraju Volšperk na Koroškem v Avstriji.